# 353 (číslo)
Tři sta padesát tři je přirozené číslo, které následuje po čísle tři sta padesát dva a předchází číslu tři sta padesát čtyři. Římskými číslicemi se zapisuje CCCLIII a řeckými číslicemi τνγ.

## Matematika
353 je:
- Prvočíslo
- Nešťastné číslo
- Nejmenší číslo, jehož čtvrtá mocnina je součtem jiných čtyř čtvrtých mocnin: {\displaystyle 353^{4}=30^{4}+120^{4}+272^{4}+315^{4}}

## Astronomie
- (353) Ruperto-Carola je planetka hlavního pásu, kterou objevil v roce 1893 Max Wolf

## Doprava
- Silnice II/353 je česká silnice II. třídy vedoucí na trase Polička – Borovnice – Fryšava pod Žákovou horou – Žďár nad Sázavou – Nové Veselí – Bohdalov – dálnice D1 – Jihlava[1][2][3]

## Ostatní
- +353 je mezinárodní telefonní předvolba Irska

## Roky
- 353
- 353 př. n. l.